# 서울특별시상수도사업본부
서울특별시상수도사업본부(서울特別市上水道事業本部, Office of Waterworks Seoul Metropolitan Government)는 수돗물의 안정적 공급과 급수서비스 질의 향상을 기하고 상수도사업의 공공성과 전문성의 확보에 관한 사무를 분장하는 서울특별시청 소속 기관이다. 본부장은 지방관리관 또는 지방이사관으로 보한다.

## 설치 근거 및 소관 사무

### 설치 근거
- 「서울특별시 행정기구 설치조례」 제56조제1항[2]
- 취·정수, 송·배급수
- 누수탐사, 노후관 교체
- 수질향상을 위한 연구 및 개선
- 요금·시설분담금·제수수료의 부과·징수
- 그 밖에 시민 급수를 위하여 필요한 사업, 시장이 지정하는 사업

## 연혁
- 1989년 11월 3일: 서울특별시상수도사업본부 설치. 하부기관으로 중부·서부·동부·북부·은평·강서·영등포·강남·강동수도사업소, 팔당·구의·뚝도·보광동·노량진·영등포·선유·김포·암사수원지사업소, 수도기술연구소, 수도자재사업소를 둠.[3]
- 1992년 12월 2일: 하부조직으로 성북·남부수도사업소 설치. 팔당·구의·뚝도·보광동·노량진·영등포·선유·김포·암사수원지사업소를 광암·구의·뚝도·보광동·노량진·영등포·선유·신월·암사정수사업소로 개편.[4]
- 1994년 10월 31일: 수도자재사업소를 폐지하고 소관사무를 수도기술연구소로 이관.[5]
- 1996년 11월 20일: 하부기관으로 수도자재사업소 설치.[6]
- 1998년 1월 15일: 하부기관으로 강북정수사업소, 강남·강북수도시설관리사업소 설치.[7]
- 1999년 3월 15일: 보광동·노량진·신월정수사업소, 강남·강북수도시설관리사업소 폐지.[8]
- 2000년 12월 30일: 선유정수사업소 폐지.[9]
- 2003년 1월 10일: 수도기술연구소를 상수도연구소로 개편.[10]
- 2007년 7월 30일: 광암·구의·뚝도·영등포·암사·강북정수사업소, 상수도연구소, 수도자재사업소를 광암·구의·뚝도·영등포·암사·강북아리수정수센터, 상수도연구원, 수도자재관리센터로 개편.[11]
- 2008년 8월 1일: 서부·성북·영등포수도사업소를 폐지하고 은평수도사업소를 서부수도사업소로 개편.[12]
- 2015년 8월 31일: 상수도연구원을 서울물연구원으로 개편.[13]

## 조직

### 본부장
부본부장
- 경영관리부[15]
  - 총무과[16]
  - 기획예산과[16]
  - 홍보민원과[16]
  - 교육협력과[16]
- 요금관리부[17]
  - 요금제도과[16]
  - 재무회계과[16]
  - 계측관리과[18]
  - 전산정보과[16]
- 생산부[19]
  - 생산관리과[20]
  - 수질과[21]
  - 기전설비과[18]
  - 기술진단과[22]
- 급수부[19]
  - 계획설계과[20]
  - 배수과[20]
  - 급수운영과[20]
  - 급수설비과[20]
- 시설부[19]
  - 누수대응과[20]
  - 시설건설과[20]
  - 시설관리과[20]
  - 공간정보과[20]
- 안전조사과[23]

### 하부기관
- 수도사업소[17]

| 명칭           | 사진 | 주소                                | 관할구역                         |
| -------------- | ---- | ----------------------------------- | -------------------------------- |
| 중부수도사업소 |      | 서울특별시 중구 장충단로 88         | 중구, 종로구, 용산구, 성북구     |
| 서부수도사업소 |      | 서울특별시 서대문구 통일로26길 41   | 은평구, 서대문구, 마포구         |
| 동부수도사업소 |      | 서울특별시 성동구 고산자로10길 13   | 성동구, 광진구, 중랑구, 동대문구 |
| 북부수도사업소 |      | 서울특별시 강북구 한천로 935        | 노원구, 강북구, 도봉구           |
| 강서수도사업소 |      | 서울특별시 양천구 목동동로 155      | 양천구, 강서구, 구로구           |
| 남부수도사업소 |      | 서울특별시 동작구 여의대방로10길 97 | 관악구, 동작구, 영등포구, 금천구 |
| 강남수도사업소 |      | 서울특별시 강남구 양재천로 199      | 강남구, 서초구                   |
| 강동수도사업소 |      | 서울특별시 강동구 성내로 51         | 송파구, 강동구                   |

- 아리수정수센터[19]

| 명칭                 | 사진 | 주소                           |
| -------------------- | ---- | ------------------------------ |
| 광암아리수정수센터   |      | 경기도 하남시 서하남로 293     |
| 구의아리수정수센터   |      | 서울특별시 광진구 광나루로 571 |
| 뚝도아리수정수센터   |      | 서울특별시 성동구 왕십리길 27  |
| 영등포아리수정수센터 |      | 서울특별시 영등포구 노들로 11  |
| 암사아리수정수센터   |      | 서울특별시 강동구 아리수로 131 |
| 강북아리수정수센터   |      | 경기도 남양주시 고산로 171     |

- 서울물연구원[14]
- 수도자재관리센터[24]

## 같이 보기
- 아리수